# علم نفس الموسيقى (مجلة)
علم نفس الموسيقى (بالإنجليزية: Psychology of Music)‏ هي مجلة أكاديمية محكمة تنشر أوراقًا بحثية في مجال علم نفس الموسيقى، ورئيسة تحريرها هي الكسندرا لامونت ( جامعة كيلي). تأسست في عام 1973 ونشرتها سيج للنشر نيابة عن جمعية أبحاث التعليم والموسيقى وعلم النفس [الإنجليزية].

## المستخلصات والفهرسة
تُلخص المجلة وتُفهرس في سكوبس ومؤشر الاستشهادات في العلوم الاجتماعية [الإنجليزية]. وفقًا لتقارير الاستشهاد بالمجلات الأكاديمية، فإن عامل التأثير لعام 2012 هو 1.553.

## روابط خارجية
- الموقع الرسمي
- جمعية بحوث التربية والموسيقى وعلم النفس